# Barranc de Francolí
El Barranc de Francolí és un barranc del terme municipal d'Isona i Conca Dellà, que té l'origen en l'antic terme de Benavent de la Conca i desemboca en el riu de Conques dins de l'antic terme d'Isona.
Es forma a mig camí entre Llordà i Biscarri, al sud-est del primer poble i al nord-oest del segon, entre lo Tossal (nord) i Saltacanteres (sud), per l'adjunció de dos afluents principals: el Torrent del Barril, que baixa dels vessants del Cogulló de Sant Quiri, i el Barranc de la Font del Poble, que ve de Biscarri.
El Torrent del Barril té article a part, i hi queda explicat amb detall. El Barranc de la Font del Poble s'origina a 1.200 m. alt., al vessant meridional del Serrat de Santa Eulàlia, vessant de ponent del Cogulló de Sant Quiri. Discorre entre Biscarri Vell (al sud) i Sant Andreu de Biscarri (al nord), i no rep cap altre barranc subsidiari seu. Marca una estreta vall delimitada al nord pel Serrat de la Font del Poble i al sud per la Serreta, que són els dos serrats que acullen el poble de Biscarri.
El Barranc de Francolí, un cop format, emprèn una sinuosa marxa cap a ponent, però fent constants giragonses, passa pel sud del poble de Llordà i travessa la carretera C-1412b prop de la Granja del Rampaire, a l'extrem sud del Serrat de Llordà, al lloc anomenat Sòls de Vila. Just allí se li ajunta per l'esquerra el barranc de la Coromina, que ve de la part moderna del poble de Biscarri.
El Barranc de la Coromina es crea a uns 1.000 m. alt., al lloc anomenat Espinau, sota i a ponent del Grau de Moles. Davalla cap a ponent, travessa tota la part nova de Biscarri, i rep per la dreta el Torrent de Renou. Aquest torrent, que ve de la part de Biscarri vell, ha rebut per la dreta el Barranc de la Font de la Salut i per l'esquerra la Llau dels Reguers. Tots aquests barrancs i torrents són paral·lels, i formen unes valls estretes on està assentat Biscarri. A prop de la seva desembocadura en el Barranc de Francolí, el de la Coromina rep encara per la dreta el Barranc de Font Mintidera.
El Barranc de Francolí rep de seguida, ara per la dreta, el Barranc de Centanya, anomenat de Rater més amunt de Llordà. És el torrent que marca el límit occidental del Serrat de Llordà, on es troba el castell i el poble de Llordà. Aquest barranc procedeix de la zona nord-est de l'antic terme d'Isona, on hi ha el poble de Siall.
Té l'origen en el Barranc de l'Espluga, el qual neix a uns 1.400 m. alt., gràcies a les fonts de Caps, dels Bullidors i dels Barrons, al vessant de ponent de la Corona, de la Serra Mitjana. A l'Obaga de Rater, adopta el nou nom, i al cap d'una mica rep per la dreta la llau de Torrulló, i va marcant els vessants sud-oriental del Turó de la Colomera.
El Barranc de Francolí continua la seva marxa, ara marcadament cap al sud-oest i fent constants ziga.zagues, passant pel nord dels Masos de Sant Martí, i al cap d'un tros rep per la dreta la Llau dels Reclatons fins a abocar-se en el Riu de Conques, a 558 m. alt. En total, fa uns 2 quilòmetres de recorregut.

## Etimologia
Tal com establí Coromines (op. cit.), Francolí procedeix d'un antropònim germànic, Frankulin, molt freqüent al nord de Catalunya a l'alta edat mitjana. És derivat del nom Frank, encara avui dia existent a les llengües germàniques, emparentat amb franc, de francès, i amb el nom propi Francesc, i del sufix hipocorístic -lin.